# Gluta benghas
Gluta benghas är en sumakväxtart som beskrevs av Carl von Linné. Gluta benghas ingår i släktet Gluta och familjen sumakväxter. Inga underarter finns listade i Catalogue of Life.